# Cardioglossa escalerae
Cardioglossa escalerae Boulenger, 1903 è un anfibio anuro, appartenente alla famiglia degli Artroleptidi.

## Etimologia
Il nome specifico è stato assegnato in onore di Manuel Martínez de la Escalera y Pérez de Rozas.

## Distribuzione e habitat
È presente nel Camerun meridionale, a est e a sud del fiume Sanaga, nella Guinea Equatoriale e probabilmente anche nel Gabon settentrionale, a est nella Repubblica Centrafricana sud-occidentale fino alla Repubblica Democratica del Congo occidentale. Il suo habitat è la foresta pluviale di bassa quota.